# Maksim Bardačoŭ
Maksim Aljaksandravič Bardačoŭ (in bielorusso Максім Аляксандравіч Бардачоў?; Hrodna, 18 giugno 1986) è un ex calciatore bielorusso, di ruolo centrocampista.

## Carriera

### Club
Nel 2009 si è trasferito al BATE Borisov, squadra del campionato bielorusso.

### Nazionale
Ha partecipato agli Europei Under-21 del 2009.
Dal 2009 al 2021 ha giocato regolarmente con la nazionale bielorussa, con cui ha messo a segno 3 reti in complessive 53 presenze.

## Palmarès

### Club

#### Competizioni nazionali
- Campionato bielorusso: 5

BATĖ Borisov: 2009, 2010, 2011, 2012, 2013
- Coppa di Bielorussia: 2

MTZ-RIPA Minsk: 2007-2008
BATĖ Borisov: 2009-2010
- Supercoppa di Bielorussia: 3

BATĖ Borisov: 2010, 2011, 2013